# Terminátor – A halálosztó
A Terminátor – A halálosztó (eredeti cím: The Terminator) 1984-ben bemutatott amerikai sci-fi akciófilm, a Terminátor-sorozat első része. Rendezője James Cameron, a főbb szerepekben Arnold Schwarzenegger, Linda Hamilton és Michael Biehn látható.
A filmet az Amerikai Egyesült Államokban 1984. október 26-án, Magyarországon 1988. május 26-án mutatták be. A mozi változathoz nem készült szinkron, csak az 1990 évek elején megjelent videókazetta kiadáshoz készült el a legendás eredeti szinkron.
A film nálunk utólag kapta meg a Terminátor címet és eredetileg csak A Halálosztó volt. Először a 2. rész által forgalmazási adatban lett átiktatva és sokkal később 2004-ben a második szinkronnal már narrációban is megkapta. Emellett a régi folytonos 18-as korhatár-besorolás szintén 2004-től volt módosítható 16-osra és végül ez lett hivatalosítva is a Filmirodától.[forrás?]

## Rövid történet
Az emberek 2029-ből 1984-be küldenek egy katonát, hogy megállítson egy terminátort, a jövőből a gépek által visszaküldött gyilkológépet, amelyet arra programoztak, hogy megöljön egy fiatal nőt, akinek később születendő fia az emberiség jövőbeli vezetője lesz.

## Cselekmény
|  | Alább a cselekmény részletei következnek! |

Egy ijesztően közeli jövőben a mesterséges intelligenciával rendelkező számítógépek fellázadnak és az emberiség elpusztítására törekednek. Újabb és újabb harci robotokat fejleszt ki a Skynet nevű szuperszámítógép, hogy megnyerhesse a háborút. Vannak köztük emberszerűek, olyanok, mint egy kísérteties krómozott csontváz, kiborgok élő hússal és szövetekkel és óriási lánctalpas tankok is...
Az emberiség majdnem elbukik, ám egy John Connor nevű férfi az emberek élére áll, és bátorságával, jó hadvezetésével megfordítja a háború menetét. A gépek vesztésre állnak, de egy utolsó húzással visszaküldenek a múltba, 1984-be egy terminátort, azt remélve, ha az megöli Sarah Connort, John Connor anyját, az megváltoztatja a háború kimenetelét, mivel akkor a vezető nem születik meg.
Ám az emberek megtalálják az időgépet és egy önként jelentkezőt szintén elküldenek 1984-be, Los Angelesbe; Kyle Reese őrmestert. Mivel az időgép csak szerves anyagot vagy szerves anyaggal burkolt tárgyat képes átjuttatni az időkapun, a gép és ellenfele, Reese teljesen meztelenül, fegyvertelenül érkezik a múltba, ahol ezután megkezdődik a harc egymással és az idővel. Mikor a terminátor több hasonló nevű nővel is végezve végre rátalál a keresett fiatal pincérnőre, Sarah Connorra, Reese is megjelenik és egy fénykép alapján felismerve, megmenti a nőt a gyilkológép elől. Azonkívül Reese csak úgy tudja azonosítani a terminátort, hogy a robot fegyvert ránt Sarah Connorra. Ugyanis a terminátorokat csak kutyák képesek lebuktatni, emberek nem ismerik fel őket. Ettől fogva együtt menekülnek üldözőjük elől, aki Sarah anyján és barátain kívül még egy egész rendőrőrsnyi rendőrt is legyilkol, csak hogy teljesítse küldetését. Sarah és Kyle a menekülés során egymásba szeretnek és eltöltenek egy szerelmes éjszakát, végül szemtől szembe találják magukat a terminátorral. Kyle egy robbanószerrel feláldozza önmagát, ám a teljesen leégett és sérült gép néhány percig még folytatja a hajszát, míg végül Sarah egy présgéppel teljesen ki nem lapítja. Később kiderül, Sarah terhes lett Reese-től, a születendő fiát a sors akaratának megfelelően, „John”-nak nevezi.

## Az időparadoxon egy példája[6]
A filmben a jövőbeli John Connor választja ki az önként jelentkezők közül Reese őrmestert és küldi vissza 1984-be. Itt egy időparadoxon következményét látjuk, hiszen ekkor John idősebb, mint saját apja.
Egyéb érdekesség, hogy ha a Skynet nem küldi vissza az első Terminatort a múltba, sem John Connor, sem pedig a Skynet nem születik meg, hisz az első gép központi vezérlőjéből fejlesztették ki a Skynet prototípusát, továbbá, ha a múltban megakadályozzák a gépisten létrejöttét, nem lesz háború, így nem küldik vissza Kyle-t sem a múltba, hogy apja lehessen Johnnak. A Skynet és John Connor léte így egymás függvénye.
Más meglátás szerint viszont a Kyle-t visszaküldő igazi John Connor más ismeretlen apától származik és a megváltoztatott világban Sarah csak a jóslat beteljesítése miatt nevezi el a fiát John-nak. Innentől pedig egyáltalán nem is egyértelmű, hogy Kyle fia is világmegváltóvá válna. (Ahogyan a 3. részben hanyatló életet is él küzdelem helyett.)
Ezt az egészet sokkal később a "Terminátor: Genisys" film még jobban összekuszálta.

## Szereplők
| Színész               | Szerep               | Magyar hang                 | Magyar hang            |
| Színész               | Szerep               | - 1. szinkron - (1990–1991) | - 2. szinkron - (2004) |
| --------------------- | -------------------- | --------------------------- | ---------------------- |
| Arnold Schwarzenegger | T800-101             | Gáti Oszkár                 | Gáti Oszkár            |
| Michael Biehn         | Kyle Reese           | Haás Vander Péter           | Haás Vander Péter      |
| Linda Hamilton        | Sarah Connor         | Fehér Anna                  | Fehér Anna             |
| Paul Winfield         | Ed Traxler hadnagy   | Papp János                  | Barbinek Péter         |
| Lance Henriksen       | Hal Vukovich         | Izsóf Vilmos                | Németh Gábor           |
| Bess Motta            | Ginger Ventura       | Prókai Annamária            | Botos Éva              |
| Earl Boen             | Dr. Peter Silberman  | Perlaki István              | Pálfai Péter           |
| Rick Rossovich        | Matt Buchanan        | Szabó Sipos Barnabás        | Seder Gábor            |
| Dick Miller           | Fegyverbolti eladó   | Mihályi Győző               | Végh Ferenc            |
| Shawn Schepps         | Nancy                | Kocsis Mariann              | Kerekes Andrea         |
| Bruce M. Kerner       | őrmester             | Kardos Gábor                |                        |
| Franco Columbu        | Terminátor a jövőben | nem szólal meg              | nem szólal meg         |
| Bill Paxton           | punk vezér           | Salinger Gábor              | Seder Gábor            |
| Brad Rearden          | punk                 |                             |                        |
| Brian Thompson        | punk                 | Bor Zoltán                  | Maday Gábor            |
| Chino 'Fats' Williams | teherautósofőr       |                             |                        |
| Hettie Lynne Hurtes   | bemondónő            | Bessenyei Emma              | Szabó Gertrúd          |
| John Durban           | őrszem               | Balázsi Gyula               | Maday Gábor            |

## Filmzene
A film zenéje külön is megjelent. A zeneszerző Brad Fiedel, az album hossza 36 perc, 16 másodperc.

### Számlista
1. The Terminator: Theme 4:30
2. Terminator Arrival 3:00
3. Tunnel Chase 2:50
4. Love Scene 1:15
5. Future Remembered 2:40
6. Factory Chase 3:50
7. You Can't Do That (Tahnee Cain, Tryanglz) 3:25
8. Burnin' in the Third Degree (Tahnee Cain, Tryanglz) 3:38
9. Pictures of You (Jay Ferguson, Sixteen Millimeter) 3:58
10. Photoplay (Tahnee Cain, Tryanglz) 3:30
11. Intimacy (Linn VanHek) 3:40

## Háttér
A Terminátor szerepére eredetileg Lance Henriksent szemelte ki James Cameron. Schwarzenegger pedig Reese szerepét játszotta volna el. Végül azért döntöttek a jelenlegi szereposztás mellett, mert Schwarzenegger jelentős izomtömege félelmetesebbé tette őt. A forgatás 1983 tavaszán kezdődött volna Torontóban, de Schwarzenegger ekkor játszotta a Conan, a pusztító címszerepét, így a forgatás csak 1984 márciusában indulhatott meg.

## Folytatások
A hatalmas sikert aratott filmnek folytatásai is készültek: Terminátor 2. – Az ítélet napja (1991), Terminátor 3. – A gépek lázadása (2003), Terminátor: Megváltás (2009),  Terminátor: Genisys (2015), Terminátor: Sötét végzet (2019)